# Моштейруш (Арроншеш)
Моштейруш (порт.  Mosteiros) — фрегезия (район) в муниципалитете Арроншеш округа Порталегре в Португалии. Территория — 52,87 км². Население — 449 жителей. Плотность населения — 8,5 чел/км².